# Gabriël Smit
Gabriël Wijnand Smit (Utrecht, 25 februari 1910 – Laren, 23 mei 1981) was een Nederlandse rooms-katholieke dichter, essayist, toneelschrijver, vertaler, kunstcriticus, journalist, redacteur en politicus. Hij was onder meer redacteur van de Volkskrant.

## Levensloop
Smit werd geboren in een oudkatholiek gezin, maar stapte toen hij volwassen was over naar de Rooms-Katholieke Kerk. In 1969 liet hij deze kerk echter achter zich.
Op zijn twintigste verhuisde hij naar Hilversum, later naar 's-Graveland, waar hij jarenlang raadslid voor de KVP was (hij was ook fractievoorzitter) alsook enige tijd waarnemend burgemeester, en vervolgens naar Laren, waar zijn grote gezin opgroeide en hij ten slotte op 71-jarige leeftijd aan een longaandoening overleed.
Smit begon in 1933 als journalist bij de Gooi- en Eemlander, trad aan als redacteur van het antisemitische De Nieuwe Gemeenschap, waar hij samen met A. den Doolaard vertrok toen de hoofdredacteur openlijk het antisemitisme ging uitdragen. Vervolgens werkte hij voor de Linie en De Gids. Hij werd daarna kunstredacteur en -criticus en redacteur geestelijk leven van de Volkskrant, en schreef ook veel voor radio en televisie.

### Tijdens de Tweede Wereldoorlog
Tijdens de oorlog werden zes bundels van Smit clandestien uitgegeven en was hij als redacteur betrokken bij het clandestiene literaire tijdschrift Ad interim. Smit was gelijktijdig hoofdcorrespondent van de Nazistische Nederlandsche Kultuurkamer. Deze dubbelrol verleende hem dan ook de naam "de dubbele pannebakker". Of en in welke mate Smit pro-Duits was, is onduidelijk. (Zie verwijzing)

## Onderscheiding en prijzen
- 1955 Ridder in de Orde van Sint-Gregorius de Grote in verband met zijn psalmberijming (Psalmen, 1952)
- 1962 cultuurprijs van de gemeente Hilversum voor zijn gehele oeuvre
- 1966 Brand-van Gentprijs
- 1970 Marianne Philipsprijs voor Op mijn woord

## Werken
- Voorspel (1931)
- Requiem in memoriam matris (1932)
- Weerklank (1932)
- Maria-lof en andere gedichten (1939)
- Tempore belli, verzen (1943) Schildpadreeks tweede tiental no.2, 150 gesigneerde exx. typografische verzorging: Charles Nypels, illegale oorlogsuitgave, de Jonng 764
- Zeven Marialegenden (1945)
- Spiegelbeeld (1946)
- In het land van den dichter. Inleiding tot het genieten van poëzie (1947)
- Fragment (1948)
- Ternauwernood (1951)
- Geboorte (1952)
- Psalmen (1952)
- 1956 - In: Mijn boek van vroeger en van nu : zeven auteurs vertellen over de rol die het boek in hun leven speelde, Vereeniging ter bevordering van de belangen des boekhandels, Amsterdam, 1. J.C. Bloem, Boeken en ik, 2. F. Bordewijk, Alfa en Omega, 3. Raymond Brulez, Van Genoveva tot Leone, 4. Guillaume van der Graft, Het eerste en het laatste boek, 5. Hella S. Haasse, Mijn boek van vroeger en van nu, 6. P. Minderaa, Mijn boek van van vroeger en van nu, 7. Gabriël Smit, Van Dik Trom tot Pascal, 65 p, ill, 19 cm[1]
- Ik geloof (1957)
- Dichterbij (1964)
- Variaties van liefde (1966)
- Op mijn woord (1968)
- Psalmen opnieuw (1971)
- Utrechts drieluik (1976)
- Weerlicht (1976)
- Evenbeeld (1981)